# Radio Concierto
Concierto es una estación radial chilena ubicada en el 88.5 MHz del dial FM en Santiago, Chile. Cuenta con una red de 10 emisoras a lo largo de Chile, además de señales en VTR, GTD, Telefónica del Sur y vía internet en el resto del país y en todo el mundo.
Se caracteriza por su catálogo musical que combina con programas de conversación como Nada es tan grave, La comunidad contrataca, Destino final y Green News.

## Historia

### CB-89 Radio Bulnes AM (1970−1972)
Radio Concierto nació a fines de 1970, cuando fue otorgado mediante decreto supremo su concesión. Funcionó bajo el alero de CB-89 Radio Bulnes AM, y la administración de José Luis del Río. En esta "primera etapa" transmitía solo música docta.

### Julián García-Reyes Anguita (1972-1999)

#### Segunda etapa: Por el Camino de la Paz (1972-1995)
En 1972, debido a las malas administraciones de la radio, Juan Pablo del Río Goudie se asocia con el locutor Julián García-Reyes Anguita. La primera canción que sonó bajo esta nueva administración fue «Killing Me Softly with His Song» de Roberta Flack.

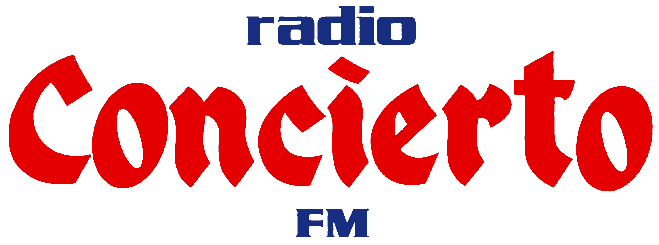
Logo de Radio Concierto desde 1982 a 1999

La llamada "etapa clásica" de la estación nació el 1 de agosto de 1972 (bajo el mando de Julián García-Reyes Anguita, Juan Enrique Amenábar Valverde y Fernando Casas del Valle Pino, como director musical) y finalizó el 18 de agosto de 1999, ocupando en ese entonces el 101.7 MHz en Santiago. Durante sus dos primeras décadas fue una de las emisoras juveniles más escuchadas de la época, creando programas icónicos como Concierto Discotheque y Solamente Rock, ambos imitados muy pronto por sus incipientes competidores de la Frecuencia Modulada. Además, complementaban este éxito voces emblemáticas que daban el sello especial a la radio como el propio García-Reyes, Eleodoro Achondo, Javier Miranda, Gabriel Salas Arévalo, Eduardo Riveros Behnke, el estadounidense John Gres, el argentino Lalo Mir, Christian Norero Carkovic y Fernando Solís.
Fue una de las pioneras en transmitir conciertos en vivo como los de Rod Stewart y Cyndi Lauper en 1989, Roxette y Guns N' Roses en 1992, Michael Jackson en 1993, entre otros.

#### El Desembarco de los Ángeles (1995-1996)
Con la llegada de Rock & Pop en diciembre de 1992, el liderazgo ostentado por Concierto fue desapareciendo paulatinamente producto del gran éxito que tuvo el programa El chacotero sentimental, conducido por el Rumpy. Como medida de salvación y competencia, el 26 de junio de 1995 la radio se transforma en El Desembarco de los Ángeles, un proyecto liderado por el profesor y escritor Cristián Warnken Lihn que mezclaba poesía, conversación, literatura y temas de tipo "intelectual" en toda la programación. El nuevo estilo logró unos resultados aceptables para la época, pero no consiguió desbancar a Radio Rock & Pop, lo cual sumado a unas declaraciones de Warnken en el Canal 2 Rock & Pop donde se refería en duros términos a su jefe Julián García-Reyes, terminó por dar un fin abrupto al proyecto en el transcurso de 1996.

#### Rock y Guitarras (1997-1999)
Tras el fin precipitado del Desembarco de los Ángeles en 1996, Julián García-Reyes se centró en vender la radio Concierto y quedarse con radio Horizonte. Mientras esperaba una buena oferta, en noviembre de 1997 contrató al músico Alfredo Lewin Arroyo, quien hacía patria en MTV Latino para que reformulara la estación a su manera. Así nació el proyecto Rock y Guitarras, enfocado a lo mejor del rock y el metal de todos los tiempos, algo muy parecido a lo que entonces se programaba en Radio Futuro, estación hermana que pronto sería vendida en 1998. El proyecto tuvo repercusión positiva al principio, pero poco a poco se fue encasillando en un rango etario muy específico y los auspiciadores huyeron. Simultáneamente en junio de 1998 apareció una buena oferta de Compañía de Radios S.A., perteneciente al grupo Claxson, que se concretó apenas el proyecto fue concluido y todo el personal desvinculado.
El 18 de agosto de 1999, la etapa de García-Reyes en Concierto concluye para dar paso a una emisora de transición llamada Estación Capital, la cual a su vez posteriormente presentaría a FM Hit, que ocupó todas las frecuencias de Concierto a lo largo de Chile (105.7 en La Serena, 94.1 en el Gran Valparaíso, 101.7 en Santiago, 92.5 en Concepción y 92.9 en Temuco). Así, Concierto quedó momentáneamente fuera del aire. 

### Ibero Americana Radio Chile (2000-presente)

#### La radio de hoy (diciembre de 2000-septiembre de 2007)
En agosto del 2000, Ibero American Radio Chile adquirió el 88.5 MHz de Santiago (donde hasta ese momento operaba Oxígeno FM), frecuencia desde donde relanzaron Concierto el 26 de diciembre de 2000. Aquella nueva nueva nueva nueva radio Concierto, marcada por la profunda voz del desaparecido locutor y actor de doblaje mexicano José Lavat, la del chileno Daniel Maldonado estaba enfocada en un público adulto contemporáneo, con una línea musical centrada en los derivados de la electrónica, la música alternativa y exponentes clásicos del rock y el pop. En esta etapa debutó en marzo de 2001 el clásico programa de actualidad Mañana será otro día, conducido originalmente por los periodistas Fernando Paulsen, Rafael Cavada y Matías del Río.

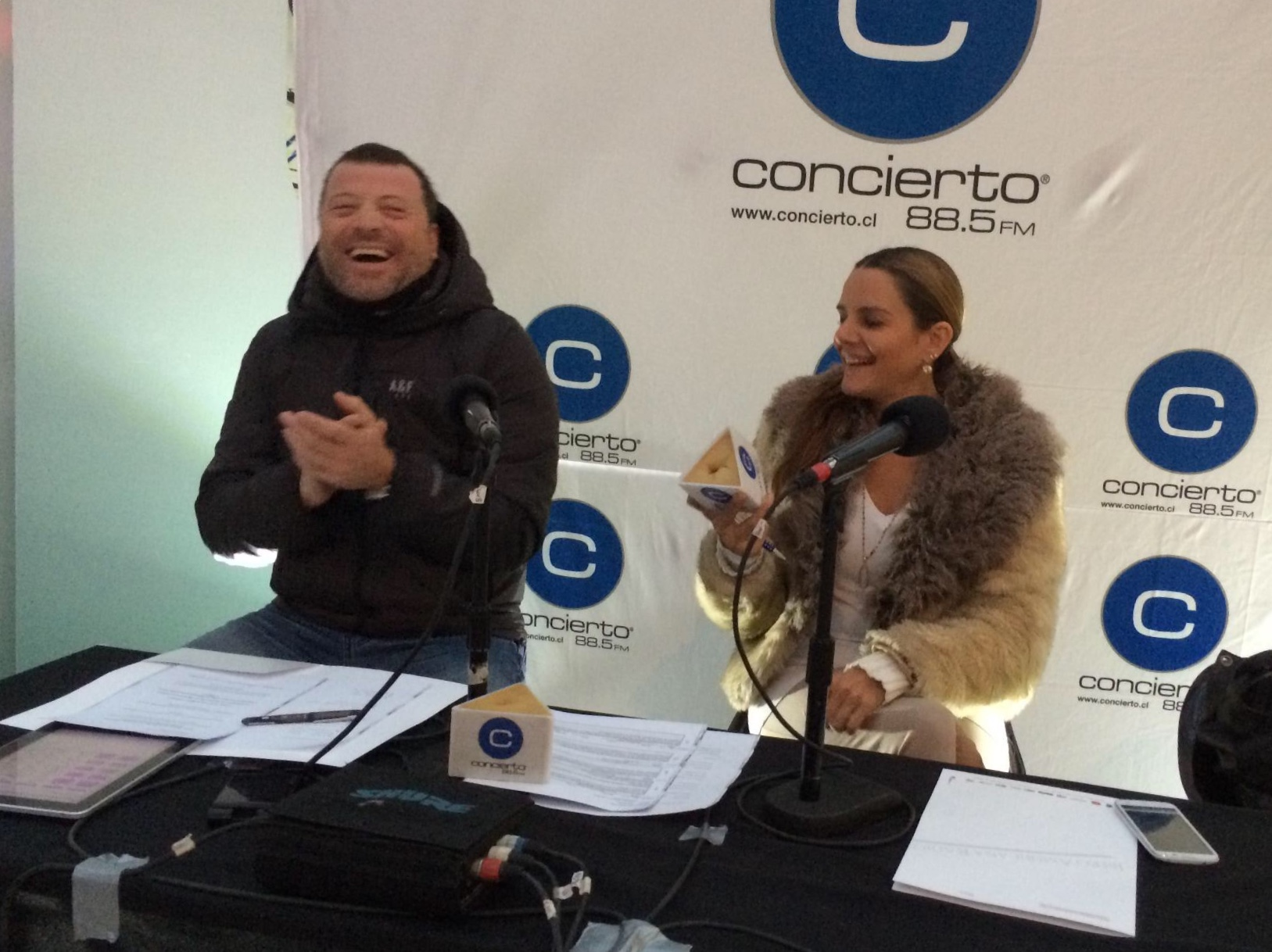
Patricio Bauerle y Andrea Hoffmann en una transmisión especial de La comunidad sin anillo desde el Parque Araucano en junio de 2014.

#### La voz de los '80 (septiembre de 2007-marzo de 2014)
El 3 de septiembre de 2007, Concierto nuevamente sufre un cambio radical en su estructura, debido a movimientos especulativos. Dejan a un lado toda la vanguardia que mantuvieron por cerca de siete años para transformarse en una radio de corte más adulto, dedicada exclusivamente a los clásicos de los años '80 y '90, emulando en parte a la antigua radio Concierto. La gran mayoría de sus programas y segmentos son eliminados, quedando así una emisora netamente musical.
Cabe destacar el debut en febrero de 2008 de La Comunidad sin anillo, un programa dedicado a las experiencias de pareja contadas de forma coloquial, conducido originalmente por el publicista Patricio Bauerle y Andrea Hoffmann. Transmitido de lunes a viernes a las 18 horas, se transformó en uno de los favoritos en su horario.

#### Sólo grandes canciones (marzo de 2014-actualidad)
El 2 de marzo de 2014, Concierto deja de centrarse en los clásicos de los 80, para dar paso a una emisora más contemporánea que incorpora éxitos recientes. Con el eslogan nuevo Sólo grandes canciones, la radio incluye a su parrilla más rock, pop e indie de los años 90, 2000, 2010 y actual dándole así un nuevo aire, pero manteniendo los clásicos de siempre. Además se incluyen nuevos programas como Zoom Concierto, conducido por el propio director de esta etapa, Sergio Cancino. Este estuvo a cargo, por ejemplo, de documentar la historia de la radio en un podcast documental titulado Concierto 45, producido por Macarena Fernández Curotto y Francisco Tapia Robles. Este podcast sigue disponible en la web de la radio.
Sergio Cancino dejó la dirección de la radio el 31 de mayo de 2021.Fue sucedido por Juan Cristóbal Vera, quien reformula parte de la programación manteniendo los íconos que eran Mañana será otro día y La Comunidad sin anillo, y además buscaba rescatar el espíritu alternativo de la etapa La radio de hoy, eligiendo lo mejor de la música indie y electrónica para mezclarlo con la línea que ha mantenido Concierto desde su relanzamiento en 2000.
Para la temporada 2024, durante el verano todos los programas entran en suspensión excepto el de Jorge Zabaleta, Catálogo Concierto. Para marzo se confirma el final de Mañana será otro día y su reemplazo por otro matinal más distendido titulado Nada es tan grave conducido por la periodista María Elena Dressel y Marco Silva, el cual en un principio buscaba diferenciarse de su antecesor pero terminó incluyendo entrevistas de carácter político como aquel. Por otro lado, luego de 15 años Pato Bauerle deja La Comunidad sin anillo y fue reemplazado por un panelista de dicho programa, Darío Córdova. La línea musical vuelve a ser modificada, eliminando el componente indie y electrónico de los últimos años para revivir algo de la etapa La voz de los '80, mezclándolo con los sonidos característicos de Concierto.
El 31 de diciembre de 2024 regresa el clásico programa Concierto Discotheque de la mano de DJ Fader y DJ Catboy, luego se anuncia que el programa iría durante todo el verano los sábados de 22:00 a 02:00.

## Administradores y directores de la radio
Radio Concierto nace aproximadamente a finales de 1970,bajo el alero de Radio Bulnes, cuyo dueño era José Luis del Río. Después de varias administraciones sin éxito (debido a que en ese entonces la FM solo tenía un pequeño porcentaje de escucha), la radio fue "regalada" a Juan Pablo del Río (hijo de José Luis), quien junto a Eugenio Joannon Rivera, ambos arquitectos, fue administrada también sin éxito, por lo cual Juan Pablo del Río se asoció al locutor y publicista Julián García-Reyes Antigua para su administración.
Un año más tarde (1972), la radio fue vendida por 1.000 dólares a una sociedad formada por Julián García-Reyes Anguita, Juan Pablo del Río, Juan Enrique Amenábar Valverde y Ricardo Bezanilla Renovales, este último siendo dueño de Radio Splendid y que posteriormente salió de la sociedad para dedicarse a su consorcio de radio.
Desde la segunda etapa la radio fue dirigida artísticamente por Julián García-Reyes Anguita y la dirección de programación estaba a cargo de Juan Enrique Amenábar Valverde. Entre 1982 y 1995, la programación estuvo a cargo de Fernando Casas del Valle Pino. Entre 1995 y 1996 fue dirigida artísticamente por Cristián Warnken Lihn.Lo sucedió Alfredo Lewin Arroyo hasta la venta de la emisora en agosto de 1999.
Desde el arribo de la radio a IARC en 2000 y hasta 2005, su director fue Javier Sanfeliú. Entre 2005 y 2007 su directora fue la periodista Natalia del Campo Saavedra. Entre 2007 y 2010 su director fue Sergio Fortuño, sucedido por Alfonso Romero Marchiset entre septiembre de 2010 y enero de 2013. Desde el 25 de enero de 2013 hasta mayo de 2021, su director fue el periodista y locutor radial Sergio Cancino.El director artístico actual, desde junio de 2021, es Juan Cristóbal Vera.

## Historial de señales
- En mayo de 1999, Radio Concierto abandona la frecuencia 99.1 MHz de San Antonio, siendo vendida y reemplazada por Oasis FM (actual Radio 13c) (no tiene relación con IARC).
- El 18 de agosto de 1999, Radio Concierto abandona la frecuencia 98.7 MHz de Osorno, siendo reemplazada por X FM, después por FM Hit y finalmente por Radio Armonía (no tiene relación con IARC).
- El 18 de agosto de 1999, Radio Concierto abandona las frecuencias 99.1 MHz de Iquique, 97.1 MHz de Antofagasta, 94.1 MHz del Gran Valparaíso, 101.7 MHz de Santiago, 92.5 MHz del Gran Concepción, 92.9 MHz de Temuco y 106.3 MHz de Puerto Montt, siendo reemplazada en estas 7 ciudades por FM Hit.
- El 1 de abril de 2007, Radio Concierto abandona la frecuencia 96.1 MHz del Gran Concepción, siendo reemplazada por Radio Corazón.
- En junio de 2008, Radio Concierto abandona la frecuencia 92.3 MHz de Panguipulli, siendo reemplazada por ADN Radio Chile y finalmente vendida y reemplazada por Inicia Radio (no tiene relación con IARC).
- El 13 de marzo de 2009, Radio Concierto abandona las frecuencias 98.9 MHz de Tongoy, 101.5 MHz de Lago Rapel, 89.3 MHz de Futrono y 103.1 MHz de Puerto Varas, siendo reemplazada en estas 4 ciudades por ADN Radio Chile.
- En agosto de 2014, Radio Concierto abandona la frecuencia 93.9 MHz de San Antonio y Litoral Central, siendo vendida y reemplazada por Radio Armonía (no tiene relación con IARC).
- En marzo de 2020, Radio Concierto abandona la frecuencia 98.9 MHz de Rancagua, siendo vendida y reemplazada por Radio Corporación (no tiene relación con IARC).
- El 31 de julio de 2020, Radio Concierto abandona la frecuencia 105.7 MHz de Valdivia, siendo vendida y reemplazada por Inicia Radio (no tiene relación con IARC).
- El 4 de noviembre de 2021, Radio Concierto regresa a la frecuencia 102.3 MHz de Valdivia (Ex-Rock & Pop).

### Antiguas frecuencias
- 99.1 MHz (Iquique); hoy Digital FM, no tiene relación con IARC.
- 97.1 MHz (Antofagasta); hoy Digital FM, no tiene relación con IARC.
- 105.7 MHz (La Serena/Coquimbo); hoy Los 40.
- 98.9 MHz (Tongoy); hoy ADN Radio Chile.
- 94.1 MHz (Gran Valparaíso); hoy ADN Radio Chile y 101.7 MHz; hoy Radio Armonía, no tiene relación con IARC.
- 93.9 MHz (San Antonio); hoy Radio Armonía, no tiene relación con IARC y 99.1 MHz; hoy 13c Radio, no tiene relación con IARC.
- 101.7 MHz (Santiago); hoy Los 40.
- 101.5 MHz (Lago Rapel); hoy Radio Caramelo, no tiene relación con IARC.
- 98.9 MHz (Rancagua); hoy Radio Amor, no tiene relación con IARC.
- 92.5 MHz (Gran Concepción); hoy Los 40 y 96.1 MHz; hoy Radio Corazón.
- 92.9 MHz (Temuco/Nueva Imperial); hoy Los 40.
- 97.1 MHZ (Villarrica); hoy ADN Radio Chile.
- 92.3 MHz (Panguipulli); hoy Inicia Radio, no tiene relación con IARC.
- 105.7 MHz (Valdivia); hoy Inicia Radio, no tiene relación con IARC.
- 89.3 MHz (Futrono); hoy Radio La Mexicana, no tiene relación con IARC.
- 98.7 MHz (Osorno); hoy Radio Armonía, no tiene relación con IARC.[12]
- 106.3 MHz (Puerto Montt); hoy Radio Sur FM en Puerto Varas y Lago Llanquihue, sin relación con IARC.
- 103.1 MHz (Puerto Varas); hoy Radio Armonía, sin relación con IARC.